# 可持续水产品
可持續海鮮，亦作永續海鮮、環保海鮮，是指一種依從可持續發展策略而捕撈或養殖的海鮮。可持續海鮮透過從來源作出保證，使無論是從捕撈或養殖而得來的海鮮，其產量都可以維持而不會影響其來源地的生態系統。
可持續海鮮運動現時在歐洲及北美已有相當的影響力，這是因為愈來愈多人認識到過度捕漁及危害環境的捕漁手法對環境的惡劣影響。現時，在兩地均有不少可持續海洋的認證機構，為可持續漁鮮的生產及發售提供認證服務。不過在亞洲，相關運動經過多年努力，其成果依然有限。而世界自然基金會從2001年發起「海鮮選擇大行動」，香港分會亦遲至2007年才開始參與，教育大眾認識到「無止境的食慾對魚類和海洋生態造成什麼影響」。

## 可持續海鮮的界定
一般來說，生長緩慢的魚類，會在其晚年才開始繁殖。這些魚種計有大西洋胸棘鯛等，都是很容易被過度捕撈。；而像鳳尾魚和沙丁魚這類生長快速、而又在年輕時繁殖的海鮮品種，相對上較容易抵禦過度捕撈。有幾個組織，包括海洋管理委員會和海洋之友，能夠認證可持續漁業。
在美國有可持續漁業法（Sustainable Fisheries Act），透過訂立國家標準去界定可持續漁業的守則。在美國，國家海洋和大氣管理局（NOAA）建立了FishWatch，幫助指導有關可持續海鮮的消費者選擇 。
國家海洋和大氣管理局漁業處對於可持續海鮮的立場是要遵守美國馬格努森漁業養護和管理法（Magnuson-Stevens Fishery Conservation and Management Act）的十個國家標準，而且並不能與其他可適用法規，如：瀕危物種法及海洋生物法等相抵觸。

## 廚師和餐館
由於過度捕漁的問題得到愈來愈多公眾關注，許多海鮮餐館也開始提供更多可持續海鮮的選擇，當中一些餐館更專門只提供可持續海鮮。海鮮選擇聯盟是一個以教育廚師認識他們對海洋所做的選擇對環境的影響為宗旨的機構，希望透過他們的活動能夠鼓勵更多廚師和餐館提供可持續海鮮的選擇。

## 參看
- 休漁期
- 可持續發展 - 可持續發展教育